# Steven Lang
Steven Lang (Delémont, 1987. szeptember 3. –) svájci labdarúgó, a St. Gallen középpályása.